# Roncello
Roncello é uma comuna italiana da província de Monza e Brianza, com cerca de 2.354 habitantes. Estende-se por uma área de 3 km², tendo uma densidade populacional de 785 hab/km². Faz fronteira com Bellusco, Busnago, Ornago, Trezzano Rosa, Basiano.

## Demografia
| Variação demográfica do município entre 1861 e 2011                               |
|                                                                                   |
| Fonte: Istituto Nazionale di Statistica (ISTAT) - Elaboração gráfica da Wikipedia |